# Hybridgräs

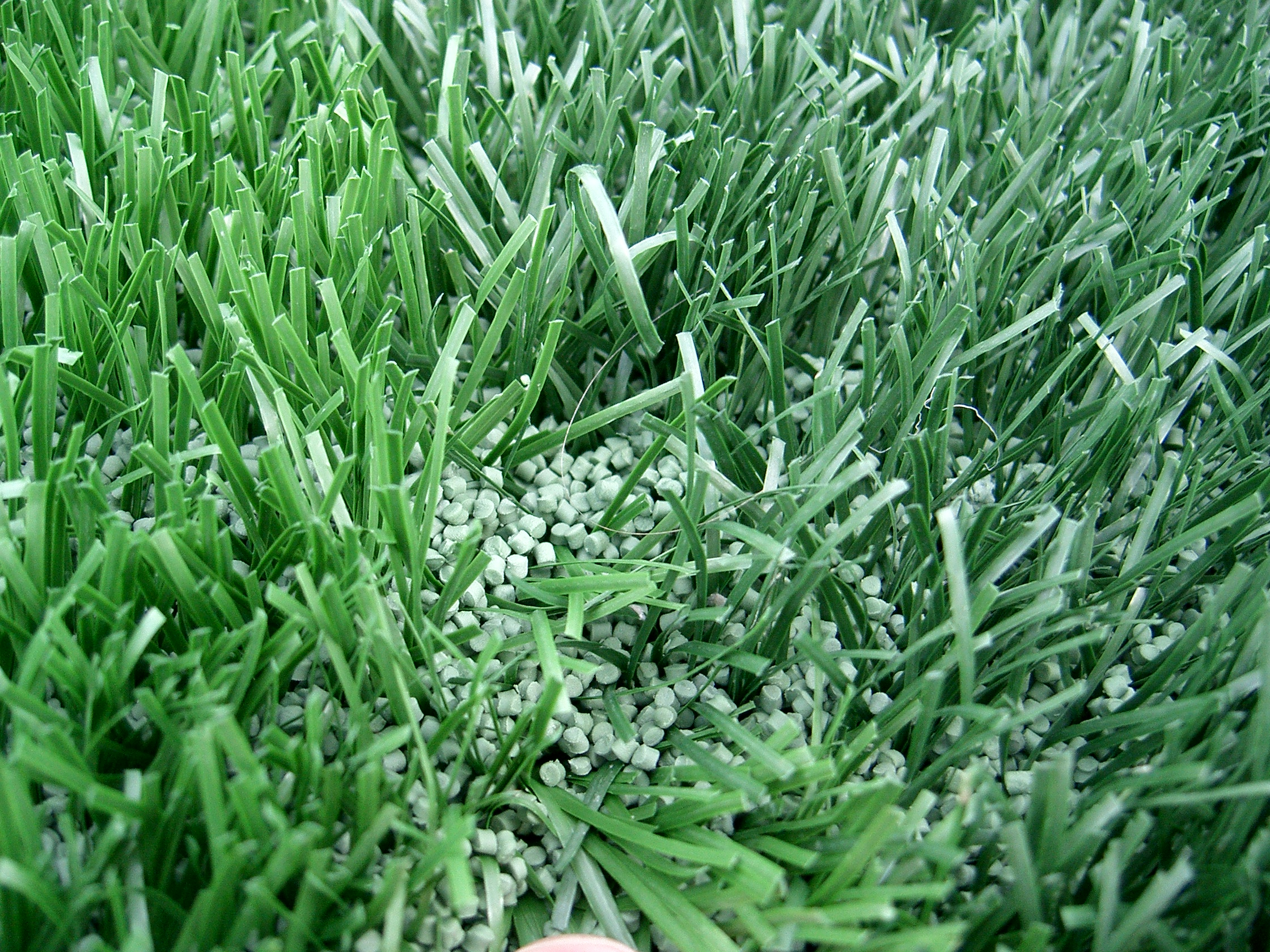
Konstgräs med plastfibrer och gummigranulat.

Hybridgräs är benämningen på de mattor som används som underlag i diverse sporter (främst fotboll) som vanligtvis spelas på naturligt gräs eller konstgräs. Hybridgräset består av mattor med konstgräs, med gräs som växter runt eller bredvid konstgräsfibrerna. Plastfibrerna låter det naturliga gräset få fäste, vilket gör att en hybridgräsplan kan användas under en längre period än en traditionell gräsplan. Viloperioden för gräset blir mindre, då man sliter mindre på det naturliga gräset. 
Hybridgräs består av ungefär 80 - 95 % naturligt gräs och omkring 5 - 20 % konstgräs. Konstgräset fungerar som en armerande grund där sedan gräset växer ovanför konstgräset. Vid klippning av hybridgräsmattor hålls nivån ovanför konstgräset för att få gräsets egenskaper på mattan. Skötseln för hybridgräsmattor är liknande som för traditionella gräsmattor vad gäller dränering och bevattning. Däremot bör inte djupluftning och vertikalskärning ske av hybridgräsmattor då konstgräset kan ta skada.

## Historik
På Lagavallen i Ljungby den 2 september 2016 spelades den första matchen i Sverige på hybridgräs, när Ljungby IF tog emot FK Älmeboda/Linneryd i en match i division 3. Matchen vanns av Ljungby IF med 5–2, inför 920 åskådare.

## Utbredning
Användningen av hybridgräs är frekvent förekommande där exempelvis nästintill samtliga arenor i Premier League använder sig av hybridgräs i någon form. Även stora delar av elitfotbollslagen i Italien och Nederländerna, men även Spanien använder sig av underlaget. Hybridgräset växer även i popularitet i Sverige där flera lag i både allsvenskan och superettan förfogar över hybridgräsplaner.
| Camp Nou (Barcelona) och Gamla Ullevi (Göteborg) är försedda med hybridgräsmatta. |  | Camp Nou (Barcelona) och Gamla Ullevi (Göteborg) är försedda med hybridgräsmatta. |
| Camp Nou (Barcelona) och Gamla Ullevi (Göteborg) är försedda med hybridgräsmatta. |  |                                                                                   |